# Psi Phoenicis
Psi Phoenicis (ψ Phe / HD 11695 / HR 555) es una estrella en la constelación de Fénix. Se encuentra a unos 321 años luz del sistema solar.
Psi Phoenicis es una gigante roja de tipo espectral M4III
con una temperatura superficial de 3415 ± 87 K.
De magnitud aparente media +4,44, es una de las pocas gigantes rojas que se pueden observar a simple vista, al igual que γ Phoenicis, algo más brillante y en esta misma constelación.
La medida de su diámetro angular —considerando el oscurecimiento de limbo— es de 8,7 ± 0,3 milisegundos de arco.
Este valor corresponde a un diámetro estelar 85 veces más grande que el del Sol, igual a 0,40 UA, aproximadamente la distancia existente entre Mercurio y el Sol.
Gira sobre sí misma con una velocidad de rotación proyectada entre 2,5 y 3,9 km/s.
Su luminosidad es 882 veces superior a la luminosidad solar y su masa se estima en 0,85 masas solares.
Al igual que otras gigantes rojas, Psi Phoenicis es una estrella variable.
Catalogada como variable semirregular —estrellas con una evidente periodicidad en sus variaciones salpicada de diversas irregularidades—, su brillo varía entre magnitud +4,30 y +4,50 con un período de 30 días.